# Salvatore Bruno (politico)
Salvatore Bruno (Trapani, 10 settembre 1917 – 8 luglio 1963) è stato un politico italiano.
Consigliere comunale di Orvieto e consigliere provinciale di Terni, è stato senatore della Repubblica eletto nel collegio di Orvieto, subentrando al posto di Luigi Fabbri, nella III legislatura.